# Lijst van voetbalinterlands Filipijnen - Palestina
Deze lijst van voetbalinterlands is een overzicht van alle officiële voetbalwedstrijden tussen de nationale teams van de Filipijnen en Palestina. De landen speelden tot op heden vier keer tegen elkaar. De eerste ontmoeting, een kwalificatiewedstrijd voor de AFC Challenge Cup 2012, werd gespeeld op 23 maart 2011 in Yangon (Myanmar). Het laatste duel, een kwalificatiewedstrijd voor de Azië Cup 2023, vond plaats op 14 juni 2022 in Ulaanbaatar (Mongolië).

## Wedstrijden
| № | Plaats      | Datum         | Competitie                          | Wedstrijd              | Uitslag |
| - | ----------- | ------------- | ----------------------------------- | ---------------------- | ------- |
| 1 | Yangon      | 23 maart 2011 | AFC Challenge Cup 2012 kwalificatie | Palestina − Filipijnen | 0 − 0   |
| 2 | Kathmandu   | 19 maart 2012 | AFC Challenge Cup 2012              | Filipijnen − Palestina | 4 − 3   |
| 3 | Malé        | 30 mei 2014   | AFC Challenge Cup 2014              | Palestina − Filipijnen | 1 − 0   |
| 4 | Ulaanbaatar | 14 juni 2022  | Azië Cup 2023 kwalificatie          | Palestina − Filipijnen | 4 − 0   |

## Samenvatting
| Competitie                     | Totaal gespeeld | Winst Filipijnen | Gelijk | Winst Palestina | Doelsaldo Filipijnen – Palestina |
| ------------------------------ | --------------- | ---------------- | ------ | --------------- | -------------------------------- |
| Azië Cup-kwalificatie          | 1               | 0                | 0      | 1               | 0 − 4                            |
| AFC Challenge Cup              | 2               | 1                | 0      | 1               | 4 − 4                            |
| AFC Challenge Cup-kwalificatie | 1               | 0                | 1      | 0               | 0 − 0                            |
| Totaal                         | 4               | 1                | 1      | 2               | 4 − 8                            |

## Details

### Tweede ontmoeting
| Filipijnen                                                                                | 4 – 3 | Palestina                                                       |
| Phil Younghusband 4' Phil Younghusband 25' (pen.) Ángel Guirado 42' Juan Luis Guirado 69' | goals | 21' Abdelhamid Abuhabib 67' Abdelhamid Abuhabib 78' Fahed Attal |

PFF · 
A-internationals · 
Filipijns vrouwenelftal
Afghanistan ·
Australië ·
Azerbeidzjan ·
Bahrein ·
Bangladesh ·
Bhutan ·
Brunei ·
Cambodja ·
China ·
Estland ·
Fiji ·
Guam ·
Hongkong ·
India ·
Indonesië ·
Irak ·
Iran ·
Israël ·
Japan ·
Jemen ·
Jordanië ·
Kirgizië ·
Koeweit ·
Laos ·
Libanon ·
Macau ·
Malediven ·
Maleisië ·
Mongolië ·
Myanmar ·
Nepal ·
Noord-Korea ·
Oezbekistan ·
Oman ·
Oost-Timor ·
Pakistan ·
Palestina ·
Papoea-Nieuw-Guinea ·
Qatar ·
Singapore ·
Sri Lanka ·
Syrië ·
Tadzjikistan ·
Taiwan ·
Thailand ·
Turkmenistan ·
Verenigde Arabische Emiraten ·
Vietnam ·
Zuid-Korea ·
Zuid-Vietnam
PFF · 
Bondscoaches · 
A-internationals · 
Palestijns vrouwenelftal
1953 – 1959 ·
1960 – 1969 ·
1970 – 1979 ·
1980 – 1989 ·
1990 – 1999 ·
2000 – 2009 ·
2010 – 2019 ·
2020 − 2029
Afghanistan ·
Australië ·
Azerbeidzjan ·
Bahrein ·
Bangladesh ·
Bhutan ·
Burundi ·
Cambodja ·
Chili · 
China ·
Comoren ·
Egypte ·
Filipijnen ·
Griekenland ·
Guam ·
Hongkong ·
India ·
Indonesië ·
Irak ·
Iran ·
Japan ·
Jemen ·
Jordanië ·
Kazachstan ·
Kirgizië ·
Koeweit ·
Libanon ·
Libië ·
Malediven ·
Maleisië ·
Marokko ·
Mauritanië ·
Mongolië ·
Myanmar ·
Nepal ·
Noord-Korea ·
Oezbekistan ·
Oman ·
Oost-Timor ·
Pakistan ·
Qatar ·
Saoedi-Arabië ·
Seychellen ·
Singapore ·
Soedan ·
Sri Lanka ·
Syrië ·
Tadzjikistan ·
Taiwan ·
Tanzania ·
Thailand · 
Turkmenistan ·
Verenigde Arabische Emiraten ·
Vietnam ·
Zuid-Korea